# Egamella quadribranchiata
Egamella quadribranchiata är en ringmaskart som beskrevs av Fauchald 1972. Egamella quadribranchiata ingår i släktet Egamella och familjen Ampharetidae. Inga underarter finns listade i Catalogue of Life.